# Train Bleu

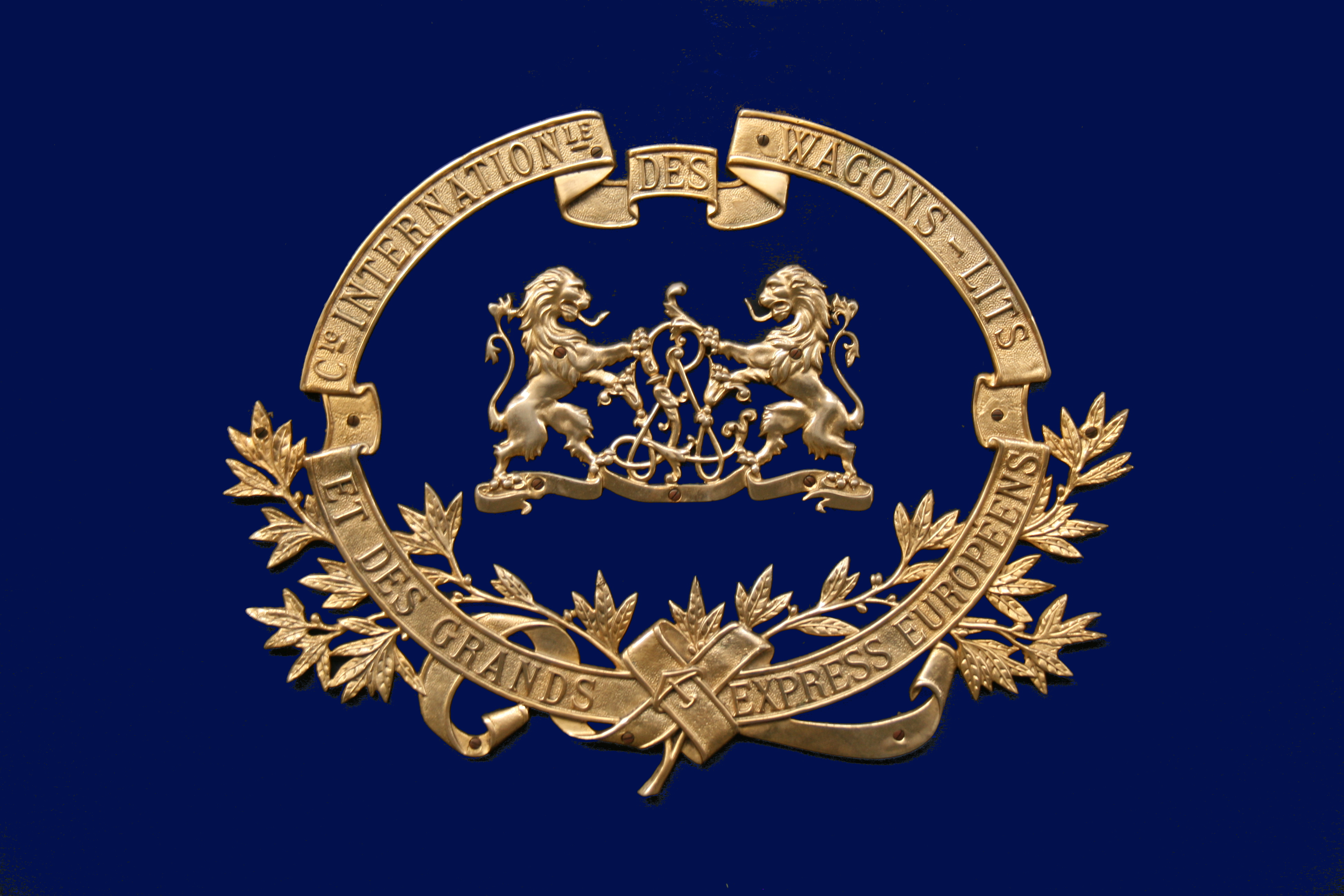
Compagnie Internationale des Wagons-Lits logotyp på vagnarna.

Rutten för Train Bleu.

Train Bleu (franska: blå tåget), officiellt Calais-Mediterranée Express, var ett lyxtåg som 1886-1939 och 1947-2007 trafikerade rutten Calais - Ventimiglia.
Smeknamnet Train Bleu myntades i samband med att man 1922 introducerade nya, blåmålade sovvagnar. När trafiken återupptogs 1947 efter andra världskriget (1939-1945), blev detta också tåglinjens officiella namn.
Tåget drevs av Compagnie Internationale des Wagons-Lits, som även drev Orientexpressen som gick till Istanbul.
Med början under 1980-talet förlorade linjen allt mer sin lönsamhet på grund av konkurrensen från höghastighetstågen TGV och detta ledde till slut till att linjen lades ner 2007.